# هانز مارتن زوترمايستر
هانز مارتن زوترمايستر (ولد في كانتون أرجاو 1907- ومات في بازل1977) سويسري سياسي، وطبيب وكاتب للعلوم.

## حياته
حارب ضد القوانين الجنائية الجائرة. وساعد الناس الذين أدينوا. ونظام العدالة كان ضعيفا في سويسرا انا ذاك وساعد أيضا الناس الذين لم يرتكبوا أية جريمة. وحارب لحقوق الإنسان.
من 1966 حتى 1972 كان يعمل في المجال السياسي في كانتون برن. من 1967
حتى 1971 كان المسؤل للمدارس حتى المرحلة الثانوية في مدينة برن.
سوترمايستر وكان عضو اً فعا لاً في مجاس مدينة برن وكان الموجة. التعليمي لمدارس بيرن أ يضاً (هيث أن هزب اليمين السياسي أنتقدةُ بإ عتبار ةِ كان تقدمي الأفكار)
و قد كتب العديد من الكتب والمقالات حول مواضيع الطبية والتاريخية والنفسية.
وقد كان في طريقهِ للحصول علن شهادة بروفيسور من جامعهَ بيرن ولض تم رفضهُ من ِقبل اللبنة المسؤوله إريك هينتشه علن إعطالهِ شهاده البروفيسورية
باعتبارأن لجنه البثهُ «فريدرش شيلر طبيب» لم يكن على السوية المطاوبة.
وكان شقيق هاينريش سوترمايستر ملحن.

## روابط خارجية
- هانز مارتن سوترمايستر على موقع IMDb (الإنجليزية)